# Provincia de Galápagos
Galápagos es una de las veinticuatro provincias que conforman la República del Ecuador. Está localizada a 1000 km de la costa del Ecuador continental. Su territorio está conformado por el archipiélago de Colón, también conocido como islas Galápagos, del cual adopta su nombre. En total son trece islas grandes, seis medianas, ciento siete islotes y rocas las que conforman el archipiélago. La capital administrativa es la ciudad de Puerto Baquerizo Moreno, mientras que la urbe más extensa y poblada es Puerto Ayora. Ocupa un territorio de unos 8010 km². 
En el territorio galapagueño, habitan 28.583 personas, según el último censo (2022), siendo la provincia menos poblada del país, debido principalmente al afán de conservar al máximo la flora y fauna del archipiélago. La provincia de Galápagos está constituida por tres cantones (San Cristóbal, Isabela y Santa Cruz), con sus respectivas parroquias urbanas y rurales. Según el último ordenamiento territorial, la provincia está regida por el Régimen Especial de Galápagos, dentro del proyecto de nueva división en regiones autónomas.
Es el mayor centro turístico del Ecuador, así como también una de las reservas ecológicas más grandes e importantes del planeta. Las actividades principales de la provincia son el turismo, debido a su calidad de reserva natural, y la pesca.
El archipiélago fue descubierto durante la colonización española en 1535, por el fray Tomás de Berlanga, aunque no se estableció una localidad en las islas. Durante gran parte de la colonia, las islas sirvieron como escondite de piratas que saqueaban varias ciudades de América del Sur. Ecuador anexó las islas Galápagos el 12 de febrero de 1832, y la actual provincia fue creada el 18 de febrero de 1973.

## Historia
Se estima que las islas se formaron hace ocho millones de años como resultado de actividad tectónica en el fondo marino.
Las islas Galápagos fueron descubiertas por azar el 10 de marzo de 1535, cuando el religioso dominico fray Tomás de Berlanga, entonces obispo de Panamá, se dirigía al Perú en cumplimiento de un encargo del monarca español, Carlos V, el juez en una disputa entre Francisco Pizarro y sus subordinados luego de la conquista del Imperio inca. A causa de una calma chicha y las fuertes corrientes marinas, la nave del obispo fue arrastrada hasta las Galápagos. En la crónica de su aventura, dirigida desde Portoviejo al emperador Carlos V acerca del descubrimiento de las Islas Galápagos, Berlanga describía las inhóspitas condiciones prevalecientes en las desérticas islas, así como las gigantescas tortugas que las habitaban. También describió las iguanas marinas, los lobos marinos y muchos tipos de aves, recalcando la inusual mansedumbre de los animales y que expresaba en las siguientes palabras:

Traxo el navío muy buen tiempo de brisas siete días, que haziase el piloto cerca de la tierra e diones calma seis días; eran tan grandes las corrientes, que nos engolfaron de tal manera, que miércoles en diez de marzo, vimos una isla; e porque el navío no había más agua que para dos días, acordaron de echar la barca e salir a tierra por agua e yerba para los caballos. … E salidos no hallaron sino lobos marinos, e tortugas e galápagos tan grandes que llevaban uno un hombre encima, e muchas higuanas que son como sierpes. Otro día vamos otra isla mayor que es aquella  de grandes sierra, e creyendo que allí por su grandeza como por su monstruosidad que no podía dejar de tener ríos e frutas, fuiemos a ella, porque la primera baxaria diez o doce leguas, e en esto bebiose el agua quen navío abia e estuvimos tres días en tomar la isla, con calmas, en los cuales allí los hombres como los caballos padecimos muchos trabajos.

Los primeros mapas en incluir las islas fueron los preparados por Abraham Ortelius y Mercator alrededor de 1570. Las islas estaban descritas como "Insulae de los Galopegos" (Islas de las Tortugas).
Las Galápagos fueron utilizadas por piratas ingleses como escondite en sus viajes de pillaje a los galeones españoles que llevaban oro y plata de América hacia España. El primer pirata que se conoce visitó las islas fue Richard Hawkins, en 1593. Desde entonces hasta 1816 muchos piratas llegaron al archipiélago.

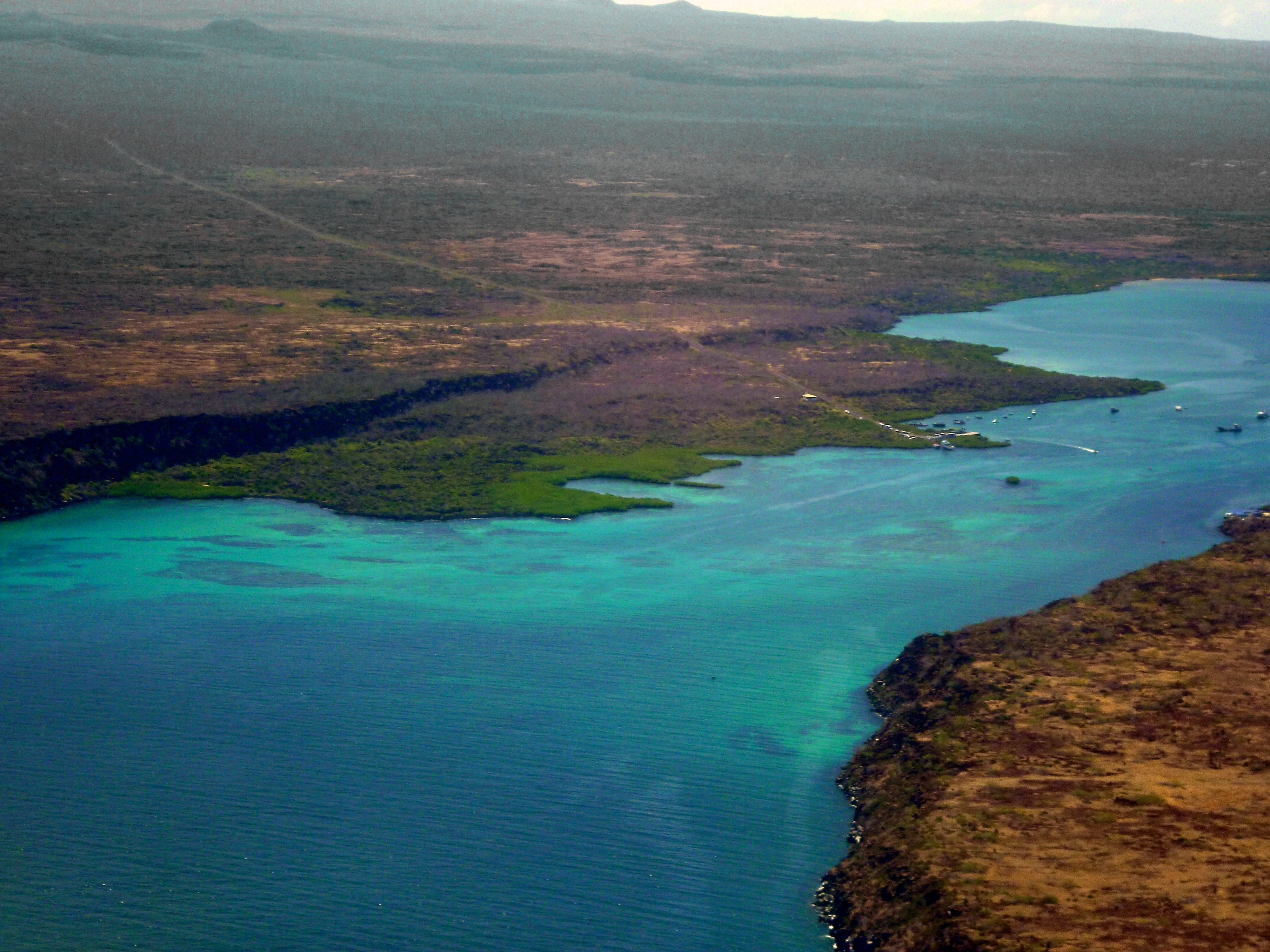
Canal de Itabaca

Alexander Selkirk, el hombre cuyas aventuras en las islas de Juan Fernández inspiraron a Daniel Defoe para escribir Robinson Crusoe, visitó las Galápagos en 1708 luego de que fuera rescatado de la isla Juan Fernández por el corsario Woodes Rogers. Rogers fue al archipiélago para reparar sus naves luego de saquear Guayaquil.
La primera misión científica que visitó las Galápagos fue la expedición Malaspina, una expedición española dirigida por Alejandro Malaspina, que llegó en 1790. Sin embargo, los registros de la expedición nunca llegaron a ser publicados. En 1793, James Collnet describió la flora y fauna de las islas y sugirió que podían ser utilizadas como base para los balleneros que operaban en el océano Pacífico. Collnet también dibujó las primeras cartas de navegación de las Galápagos. Los balleneros capturaron y sacrificaron miles de tortugas del archipiélago para extraer su aceite. Las tortugas podían sobrevivir por meses sin alimento ni bebida, por lo que se las transportaba en los barcos a manera de alacenas vivientes que al ser sacrificadas proveían proteína fresca a los marinos. La cacería de estas tortugas fue la causa de la gran disminución, y en algunos casos hasta la destrucción de ciertas razas de este quelonio. Junto con los balleneros, llegaron los cazadores de focas peleteras, lo cual llevó a las tortugas a un punto cercano a su extinción.

### Anexión a Ecuador
El sargento Ignacio Hernández anexionó el archipiélago en nombre de la República del Ecuador en 1832. A su vez proporcionó nuevos nombres para dos islas, Floreana entre ellos. El primer gobernador de las Galápagos, el general José de Villamil, trajo al archipiélago a un grupo de convictos para poblar la isla Floreana (bautizada así en honor al presidente Flores quien ocupó las islas) y en octubre de 1832 algunos artesanos y granjeros se les unieron. 
El segundo viaje del Beagle trajo al barco de investigación británico bajo el mando del capitán Robert FitzRoy a Galápagos el 15 de septiembre de 1835 para investigar los accesos a los puertos: El capitán y otros a bordo, incluyendo el joven naturalista Charles Darwin, realizaron un estudio científico de la geología y biología en cuatro de las islas antes de continuar su expedición alrededor del mundo el 20 de octubre. El gobernador de la colonia de presos en Floreana (José de Villamil) dijo a Darwin que el caparazón de las tortugas difería dependiendo de su isla de origen. Igualmente, luego de su retorno a Inglaterra, Darwin se dio cuenta de que los especímenes de aves que había capturado en las Galápagos no eran sino variedades de pinzones, que también diferían de isla a isla. Estos datos fueron cruciales en el desarrollo de la teoría de la evolución que Darwin presentó en su El Origen de las Especies.
José Valdizán y Manuel Julián Cobos hicieron otro intento de colonización, dedicándose a la explotación de un tipo de liquen que se recolectaba en las islas (Roccella portentosa) y que se usaba como colorante. Luego del asesinato de Valdizán por parte de sus trabajadores, Cobos llevó del continente un grupo de más de cien trabajadores a la isla San Cristóbal para desarrollar una plantación de caña de azúcar. Dirigió su plantación con mano de hierro lo cual llevó a su asesinato en 1904. Desde 1897 Antonio Gil inició otra plantación en la isla Isabela.

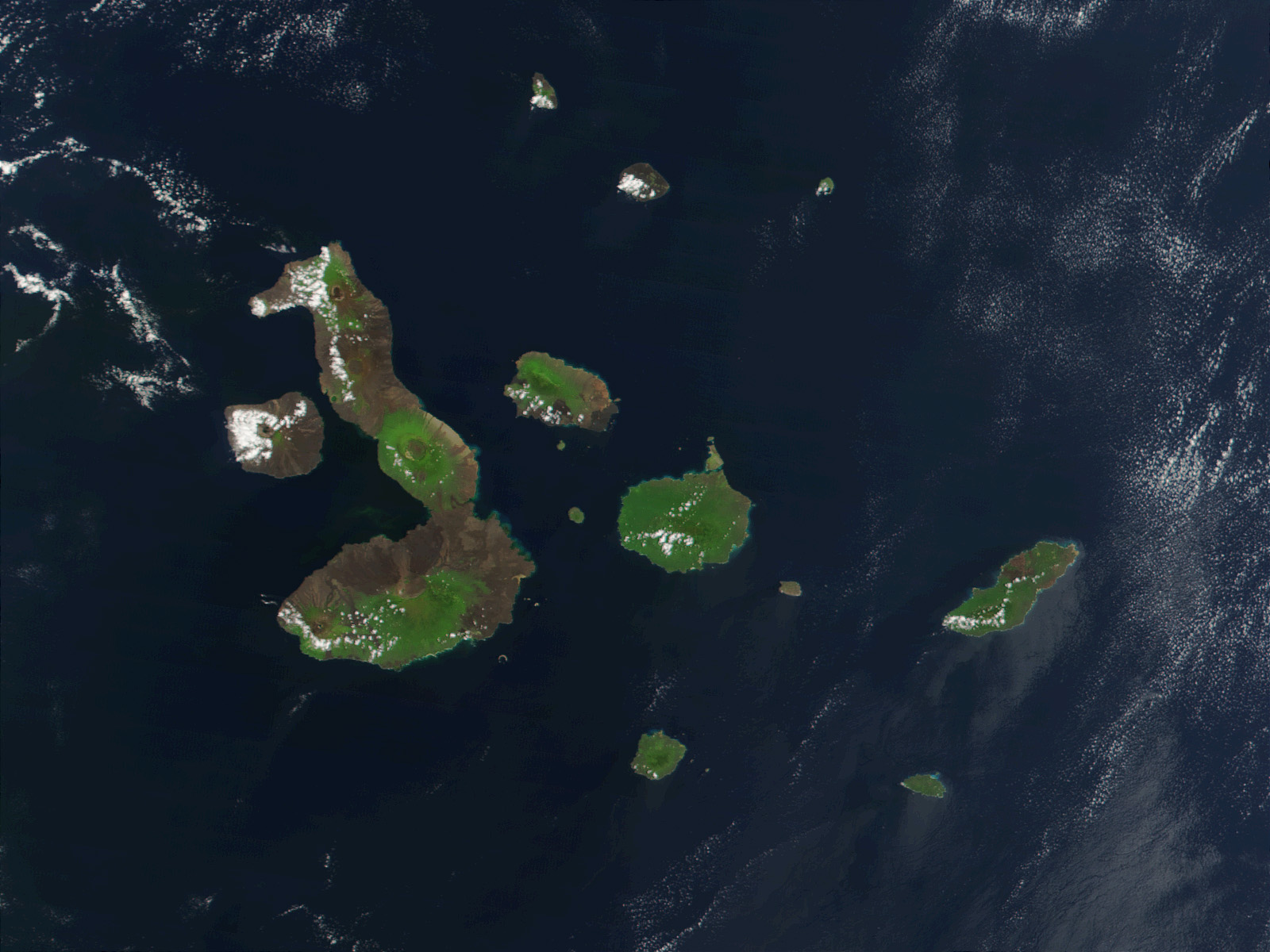
Vista satelital de las islas Galápagos

Durante todo un año, a partir de septiembre de 1904, una expedición de la Academia de Ciencias de California, al mando de Rollo Beck, estuvo en las islas recopilando material científico en áreas de geología, entomología, ornitología, botánica, zoología y herpetología. Otra expedición de la misma Academia se llevó a cabo en 1932 (Expedición Templeton Crocker) para coleccionar insectos, peces, conchas, fósiles, aves y plantas.
Durante la Segunda Guerra Mundial Ecuador autorizó a Estados Unidos el establecimiento de una base naval en la isla Baltra y estaciones de radar en otras ubicaciones estratégicas con el fin de monitorear el Canal de Panamá. Los estadounidenses abandonaron las islas un año después vez finalizada la guerra. En 1946 se estableció en Isabela una colonia penal, que fue desmantelada en 1959.
La Unesco declaró a las Islas Galápagos como Patrimonio Natural de la Humanidad en 1978 y, seis años más tarde, como Reserva de la Biosfera (1985), lo cual ha resultado en un creciente interés a nivel internacional por este archipiélago.

## Geografía
Las islas Galápagos (también islas de las Galápagos y oficialmente conocidas como archipiélago de Colón o archipiélago de Galápagos) constituyen un archipiélago del océano Pacífico ubicado a 972 km de la costa de Ecuador. Fueron descubiertas en 1535 por la tripulación del barco del fray Tomás de Berlanga. Está conformado por trece islas grandes con una superficie mayor a 10 km², nueve islas medianas con una superficie de 1 km² a 10 km² y otros 107 islotes de tamaño pequeño, además de promontorios rocosos de pocos metros cuadrados, distribuidos alrededor de la línea ecuatorial, que conjuntamente con el Archipiélago Malayo, son los únicos archipiélagos del planeta que tienen territorio tanto en el hemisferio norte como en el hemisferio sur.
Las islas Galápagos son la segunda reserva marina más grande del planeta fueron declaradas Patrimonio de la Humanidad en 1978 por la Unesco. El archipiélago tiene como mayor fuente de ingresos el turismo y recibe 200 000 turistas al año. También se ha desarrollado el turismo ecológico con el fin de preservar las especies. La región fue el hábitat del Solitario George, el último espécimen de la especie tortuga gigante de Pinta, extinta el 24 de junio del 2012. Las islas también son hábitat de especies como tortugas marinas, delfines, tiburones, tiburones martillo, ballenas, arrecifes de coral, fragatas, iguanas, lagartos, cormoranes, albatros, leones marinos y pingüinos. Al igual que la masa continental de Ecuador, el archipiélago es atravesado por la línea ecuatorial, en su mayor parte por el norte de la isla Isabela. Galápagos es el segundo archipiélago con mayor actividad volcánica del planeta, superado únicamente por Hawái. Entra en la categoría de los puntos calientes; los volcanes más activos son Cerro Azul, Sierra Negra, Marchena y volcán La Cumbre en la Isla Fernandina, que es el más activo del archipiélago y uno de los más activos del mundo.
Las Galápagos son conocidas por sus numerosas especies endémicas y por los estudios de Charles Darwin que le llevaron a establecer su teoría de la evolución por la selección natural. Son llamadas, turísticamente, las Islas Encantadas, denominación que se ganó el archipiélago en el siglo XVI por su peculiar biodiversidad de flora y fauna.
Se estima que la formación de la primera isla tuvo lugar hace más de cinco millones de años, como resultado de la actividad tectónica. Las islas más recientes, llamadas Isabela y Fernandina, están todavía en proceso de formación, habiéndose registrado la erupción volcánica más reciente en 2020.
Administrativamente, Galápagos constituye una de las provincias de Ecuador, conformada por tres cantones que llevan los nombres de sus islas más pobladas, a saber: San Cristóbal, Santa Cruz e Isabela. El 12 de febrero de 1832, bajo la presidencia de Juan José Flores, las islas Galápagos fueron anexadas a Ecuador. Desde el 18 de febrero de 1973 constituyen una provincia de este país.

## Clima
El clima de las Islas Galápagos es inusualmente diverso y está fuertemente influenciado por corrientes oceánicas que interactúan con su ubicación ecuatorial. A pesar de estar ubicadas sobre la línea del ecuador, las islas no presentan un clima tropical típico, sino que experimentan dos estaciones bien marcadas. De junio a diciembre predomina la estación fresca y seca, conocida como la “temporada garúa”, caracterizada por cielos nublados, lloviznas ligeras (garúa), temperaturas del aire que oscilan entre los 18 °C y 24 °C, y aguas frías debido a la influencia de la Corriente de Humboldt que viene desde el sur. En cambio, de enero a mayo se vive la estación cálida y húmeda, donde las temperaturas suben hasta entre 25 °C y 30 °C, con mayor presencia de lluvias fuertes pero breves, cielos despejados y aguas más cálidas por la llegada de la Corriente del Niño. Esta alternancia de estaciones afecta directamente la flora, la fauna marina y terrestre, y los patrones de comportamiento de muchas especies endémicas. Además, en años donde se presenta el fenómeno de El Niño, el clima puede cambiar drásticamente, trayendo temperaturas aún más altas y lluvias intensas que alteran el frágil equilibrio ecológico del archipiélago.

## Demografía
La demografía de las Islas Galápagos es singular debido a su condición de archipiélago protegido y su ubicación aislada a casi 1.000 kilómetros de la costa continental del Ecuador. Según los últimos datos oficiales, la población de Galápagos supera los 30.000 habitantes, distribuidos principalmente en cuatro islas habitadas: Santa Cruz, San Cristóbal, Isabela y Floreana. Santa Cruz, con la ciudad de Puerto Ayora, es la isla más poblada y con mayor desarrollo turístico y económico. La mayoría de los habitantes son migrantes o descendientes de personas que llegaron desde el continente en las últimas décadas, lo que genera una población culturalmente diversa, aunque pequeña. La migración hacia las islas ha estado regulada desde el año 1998, cuando se promulgó la Ley Especial de Galápagos, que establece estrictos controles migratorios para proteger el ecosistema. Por tanto, solo pueden residir en las islas personas con permiso legal (residencia permanente o temporal), lo cual ha estabilizado el crecimiento demográfico. A pesar de su tamaño poblacional reducido, Galápagos cuenta con servicios básicos como educación, salud y comunicaciones, pero enfrenta retos importantes relacionados con el acceso sostenible a recursos, el manejo de residuos, y la presión que el crecimiento humano ejerce sobre un ecosistema sumamente frágil. La densidad poblacional es baja en comparación con el continente, pero se concentra en zonas urbanas costeras, lo cual genera focos de actividad que deben ser cuidadosamente administrados para evitar impactos negativos sobre la biodiversidad única de las islas.

## División administrativa

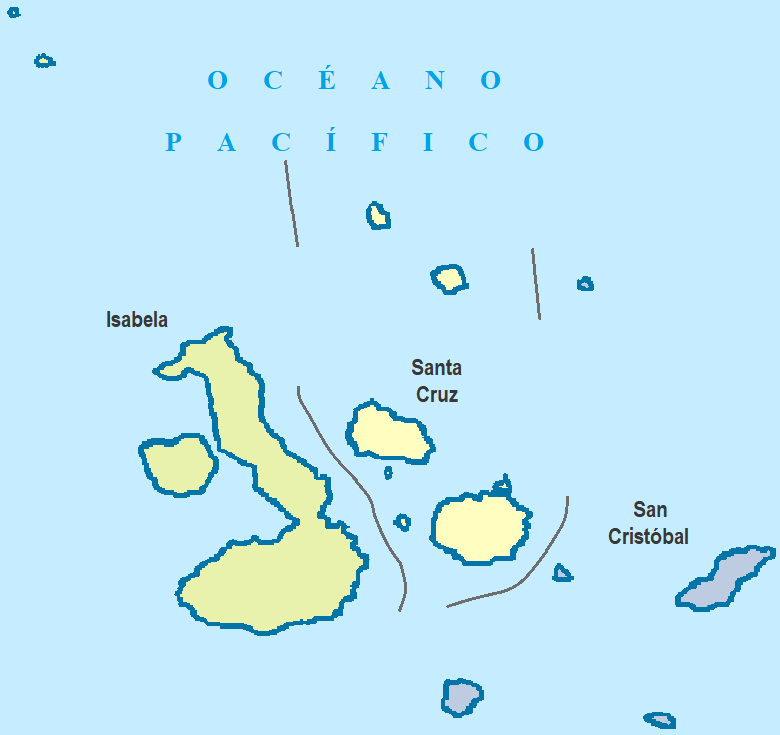
Cantones de Galápagos

Galápagos está conformada por tres cantones. Es la única provincia del Ecuador que no está gobernada por un prefecto o una prefecta
| Cantón        | Población (2022) | Área (km²) | Cabecera cantonal       | Población (2022) |
| ------------- | ---------------- | ---------- | ----------------------- | ---------------- |
| Isabela       | 3050             | 5367       | Puerto Villamil         | 2755             |
| San Cristóbal | 8300             | 849        | Puerto Baquerizo Moreno | 7290             |
| Santa Cruz    | 17 233           | 1794       | Puerto Ayora            | 12 696           |

## Economía

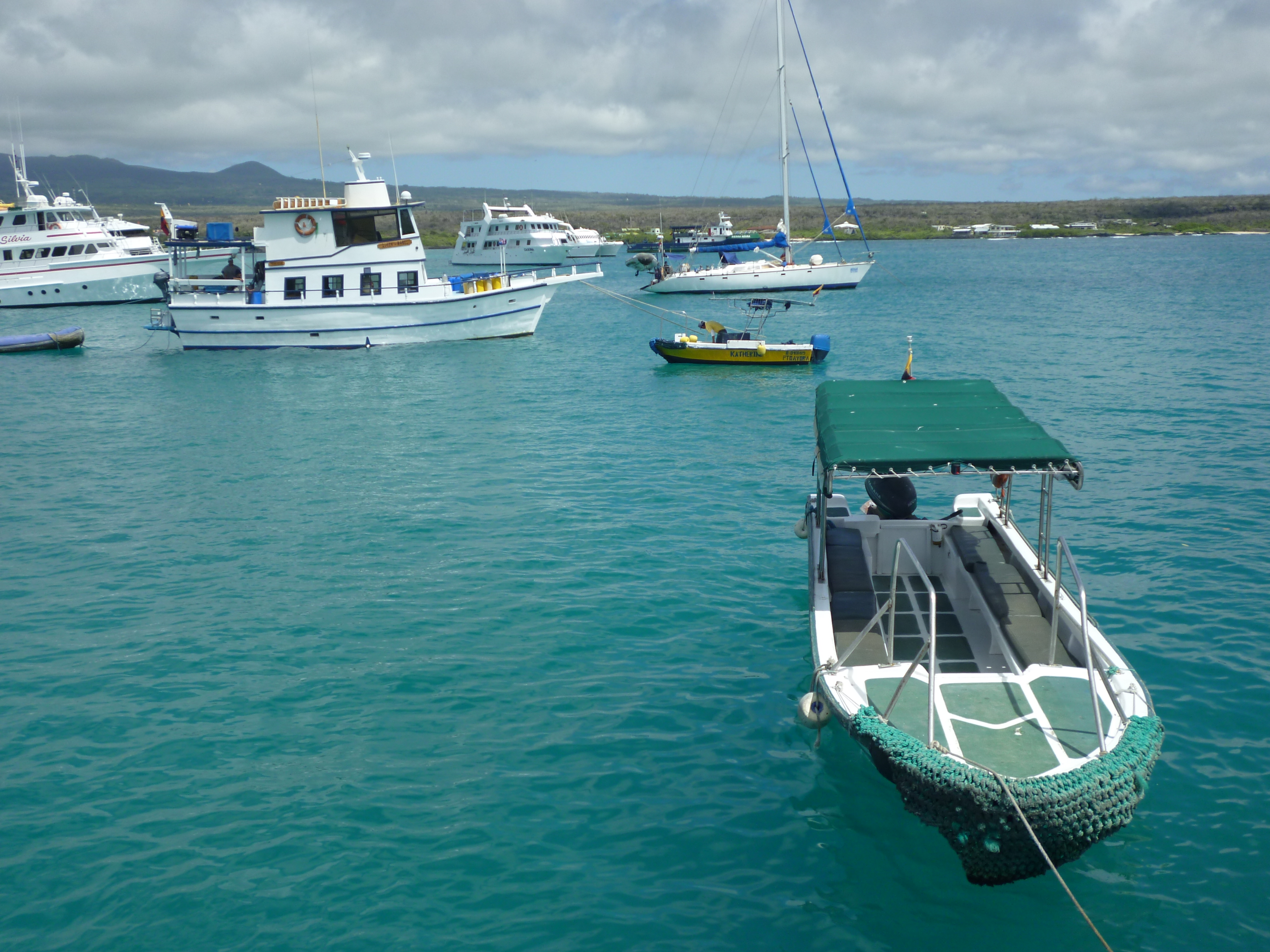
Taxi acuático en Puerto Ayora, en la isla de Santa Cruz

La economía de las Islas Galápagos se sostiene principalmente en dos pilares fundamentales: el turismo y la actividad agropecuaria, aunque en magnitudes muy distintas. El turismo representa la principal fuente de ingresos y empleo para la población local. Cada año, miles de visitantes nacionales y extranjeros llegan al archipiélago atraídos por su biodiversidad única, sus paisajes volcánicos y la posibilidad de observar especies endémicas en su hábitat natural. Esta actividad genera una gran demanda de servicios como hospedaje, transporte, alimentación, guías naturalistas y excursiones, dinamizando la economía en las islas habitadas, especialmente en Santa Cruz y San Cristóbal. Sin embargo, el turismo en Galápagos está fuertemente regulado para minimizar el impacto ambiental, lo que implica que su crecimiento debe mantenerse bajo estrictas normas de conservación. Por otro lado, la actividad agropecuaria, aunque secundaria en términos económicos, es vital para el autoabastecimiento de la población. La agricultura se desarrolla principalmente en las zonas altas de las islas, donde el clima es más húmedo, y se cultivan productos como plátano, yuca, café, frutas y hortalizas. La ganadería también tiene presencia, aunque está limitada por restricciones ambientales. La agropecuaria ayuda a reducir la dependencia del transporte de alimentos desde el continente, lo que es crucial dada la lejanía de las islas. No obstante, enfrenta desafíos como el control de especies invasoras, el uso limitado de suelo y la necesidad de aplicar prácticas sostenibles.

### Turismo
La economía de Galápagos tiene como eje principal el turismo, que cada vez se enfoca más en el desarrollo sustentable. Las áreas protegidas representan el 97,4% de su territorio y en el resto, 24 000 hectáreas, se desempeñan la actividad agropecuaria e industrial y crece la vivienda. La actividad económica del archipiélago está relacionada con el ecoturismo. Se han puesto en práctica acciones como la prohibición de plásticos de un solo uso (sorbetes) desde mayo pasado. 
El cantón de Santa Cruz es el motor económico. Ha recibido múltiples premios por desarrollar un turismo ecológico dentro de la región. 

### Sector agropecuario
Los suelos agrícolas de las islas Galápagos son de origen volcánico, jóvenes y pedregosos; sin embargo, muy ricos en nutrientes, lo que permite que la agricultura y ganadería se desarrollen con éxito en la mayoría de los rubros agrícolas. Un limitante fuerte es la disponibilidad de los recursos hídricos, las fuentes de agua dependen de las lluvias para recargar acuíferos, grietas, pozos y reservorios, para posteriormente regar los cultivos usando sistemas de riego. 
Los cultivos con mayor superficie sembrada en Galápagos han sido el café, el maíz, el plátano, los otros bananos y la yuca. El café ha ocupado históricamente la mayor parte del área agrícola, con un 84 % de participación, aunque para 2014 registró una fuerte disminución del 16 % en su superficie, lo que representó una parte importante de la reducción total de 918 hectáreas cultivadas en ese período. A pesar de esta baja, el café continúa siendo el principal cultivo en las islas.
En contraste, cultivos como el maíz y la yuca experimentaron un crecimiento en sus áreas sembradas, lo que indica un leve cambio en las dinámicas de producción agrícola. El plátano y los otros bananos, aunque con menor superficie, mantienen su presencia en el sector. En general, la importancia relativa de estos productos dentro del sistema agrícola de Galápagos se ha mantenido estable, reflejando una tendencia de continuidad en las preferencias de cultivo de la región. 

## Turismo

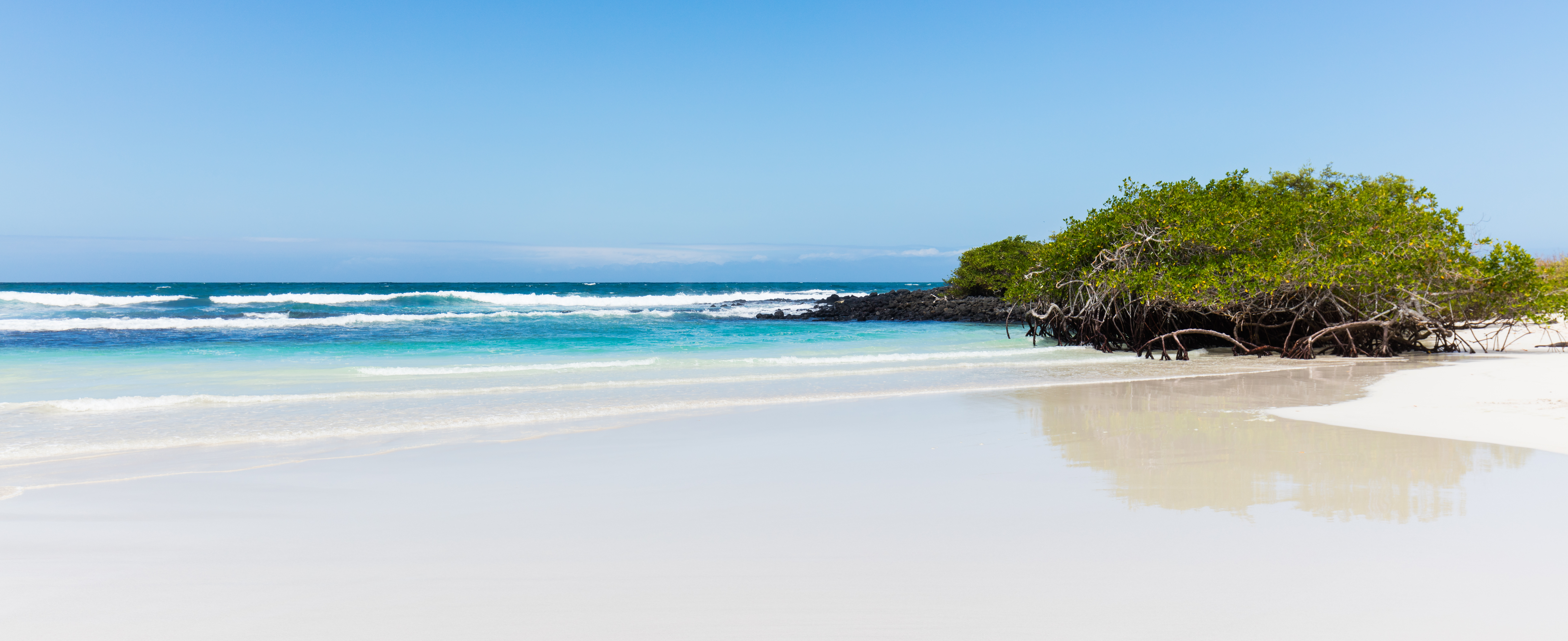
Bahía_Tortuga,_isla_Santa_Cruz,_islas_Galápagos,_Ecuador,_2015-07-26,_DD_27

Las Islas Galápagos es uno de los destinos más visitados del Ecuador con 270,000 de visitantes cada año aproximadamente.
Los sitios más visitados en Santa Cruz suelen ser Tortuga Bay, el Centro de Crianza Fausto Llerena y Las Grietas; mientras que, en San Cristóbal se destacaron Cerro Tijeretas, Punta Carola y el Centro de Interpretación Ambiental Gianni Arismendi. En Isabela, entre los sitios turísticos más concurridos estuvieron el Centro de Crianza Arnaldo Tupiza, el Complejo de Humedales y el volcán Sierra Negra.